# NGC 3114
NGC 3114 (другие обозначения — OCL 802, ESO 127-SC2) — рассеянное скопление в созвездии Киль.
Этот объект входит в число перечисленных в оригинальной редакции «Нового общего каталога».
По химическому анализу семи  красных гигантов учёными было обнаружено, что NGC 3114 имеет среднюю металличность.